# Manteiga de amendoim
A manteiga de amendoim,   creme de amendoim, ou pasta de amendoim, é uma substância pastosa feita de apenas amendoins torrados e moídos, até virar uma pasta, podendo ser adicionado sal ou açúcar. É muito consumida na América do Norte.
Pode ser preparada em casa mas usualmente é encontrada industrializada e pronta para o consumo, normalmente com pão e geleia. A manteiga de amendoim tem alta concentração de proteínas e gorduras.

## Tipos
Entre os tipos de pasta de amendoim estão:
- manteiga de amendoim convencional, que consiste em até 10% de sal, açúcares e óleo vegetal hidrogenado[2]
- manteiga de amendoim crocante ou grossa, que inclui fragmentos de amendoim moídos grosseiramente para dar textura extra[3]
- manteiga de amendoim lisa, na qual os amendoins são moídos uniformemente, possivelmente com a adição de xarope de milho e óleo vegetal, para criar uma textura espessa e cremosa como a manteiga[4]
- manteiga de amendoim natural, que normalmente contém apenas amendoim e sal e é vendida sem emulsificantes que unem os óleos de amendoim com a pasta de amendoim e, portanto, requer agitação para recombinar os ingredientes antes do consumo[2]
- orgânicos e manteigas de amendoim artesanais, cujos mercados são pequenos

### Nutrição
Numa quantidade de 100 gramas, a manteiga de amendoim suave fornece 597 calorias e é composta por 51% gordura, 22% proteína, 22% hidratos de carbonos (incluindo 5 % fibra alimentar) e 1% de água (mesa). Tanto a manteiga de amendoim crocante como a macia são fontes de gordura saturada e gordura monoinsaturadas (principalmente ácido oleico) como 25% da quantidade total da porção, e gordura polinsaturada (12% do total), principalmente como ácido linoleico).
A manteiga de amendoim é uma fonte rica (20% ou mais do Valor Diário, VD) de fibra alimentar, vitamina E, ácido pantoténico, folato , niacina e vitamina B6 (tabela, USDA FoodData Central). Também com um teor elevado são os minerais alimentares manganês, magnésio, fósforo, zinco, cobre e sódio (adicionados como sal durante o fabrico). A manteiga de amendoim é uma fonte moderada (10–19% DV) de tiamina, riboflavina, ferro e potássio (tabela).